# Ямайці
Яма́йці — основне населення Ямайки. Чисельність 2130 тис. чол. (1978).
Більшість ямайців — негри (77%), нащадки рабів, яких завозили іспанські та англійські колонізатори в XVI–XIX століттях із Африки; 15 % — мулати; 5% — європейського походження (англійці, німці, португальці); індійці (нащадки законтрактованих в Індії в XIX ст. робітників плантацій), китайці, сирійці, кубинці.
Офіційна мова — англійська.
Релігія — різноманітні християнські вірування (англікани, баптисти, методисти, католики, пресвітеріанці); у частини негритянського населення збереглись елементи африканських культів (анімізм).